# Emmanuel Olisadebe
Emmanouel Olisadebe, född 22 december 1978 i Warri i Nigeria, är en polsk-nigeriansk före detta fotbollsspelare.
Under sin karriär spelade Olisadebe för Polonia Warszawa, Panathinaikos, Portsmouth, Skoda Xanthi, APO Péyias Kinýras och Henan Jianye och Veria.

## Landslag
Olisadebe blev polsk medborgare 2000 efter att i tre år ha spelat för Polonia. Han blev uttagen till Polens landslag samma år och gjorde för dem åtta mål i kvalet till VM 2002. Väl i turneringen gjorde han lagets andra mål i en 3–1-seger över USA. Polen gick inte vidare från gruppspelet och förbundskaptenen Jerzy Engel avgick därefter. Olisadebe hade efter VM inte längre en lika självklar roll i landslaget och spelade sin sista match för Polen 2004. Sammanlagt spelade han 25 matcher och gjorde 11 mål.